# Острови Скотт-Гансена
Острови Скотт-Гансена — це група з трьох невеликих островів, покритих тундровою рослинністю. Вона розташована в Карському морі, приблизно за 20 км від краю півострова Михайлова Таймира. Належить до Таймирського району Красноярського краю.
Західний острів більший, ніж два інших, але, однак становить лише близько 3 км в довжину. Окремі острови не мають окремих імен на картах і, таким чином, їх зазвичай називають групою. Море, що оточує ці острови, покрите кригою з деякими ополонками протягом всієї зими. У навколишній акваторії багато криги навіть в літню пору.
Острови Скотт-Гансена є частиною Великого Арктичного заповідника, найбільшого заповідника Росії, точніше його ділянки «Острови Карського моря».

Ялмар Йогансен допомагає Скотт-Гансену при навігаційній обсервації на борту «Фрама»

Острови були названі на честь Сігурда Скотт-Гансена, норвежця, лейтенанта військово-морського флоту. Він відповідав за астрономічні та метеорологічні спостереження протягом полярної експедиції Фрітьйофа Нансена 1893 року на Фрамі.